# Tschechische Hütte
Die Tschechische Hütte (slowenisch Češka-koča na Spodnjih Ravneh) ist eine alpine Schutzhütte des Slowenischen Alpenvereins in der slowenischen Region Oberkrain in den Steiner Alpen. Sie liegt auf einer Höhe von 1542 m. i. J. auf dem Gemeindegebiet von Jezersko. Die Hütte ist in der Regel von Ende Juni bis Ende September geöffnet.

## Lage
Die Schutzhütte liegt im hinteren Ravenska Kočna, einem Seitental des Kankertals unterhalb der Nordwand des Grintovec, des höchsten Bergs der Steiner Alpen.